# Attilio Regolo
«Аттіліо Реголо» (італ. Attilio Regolo) - італійський легкий крейсер типу «Капітані Романі» часів Другої світової війни.

## Історія створення
Крейсер «Аттіліо Реголо» був закладений 28 вересня 1939 року на верфі «OTO» в Ліворно. Спущений на воду 24 серпня 1941 року, 14 травня 1942 року увійшов до складу флоту. Свою назву отримав на честь Марка Атілія Регула.

## Історія служби

### Друга світова війна
Після вступу у стрій крейсер пройшов курс бойової підготовки, і 8 вересня 1942 року став флагманом з'єднання есмінців. Його першою великою операцією був вихід в море 7 листопада для постановки мінного загородження «S 8». Разом з крейсером в море вийшло 5 есмінців. На крейсері був піднятий прапор контр-адмірала Лоренцо Гаспаррі. З'єднання поставило 241 міну. На зворотному шляху, для відбиття ймовірних ворожих авіанальотів з'єднання було вишикуване у дві паралельні кільватерні колони. 8 листопада о 10:25 з'єднання було атаковане британським підводним човном «Анраффлед» в точці з координатами 39°14′ пн. ш. 12°41′ сх. д. / 39.233° пн. ш. 12.683° сх. д.. Одна з торпед влучила у носову частину крейсера, яка зразу ж, аж до першої башти головного калібру, відірвалась та затонула. Але водонепроникні переборки не постраждали, і затоплення корабля вдалось уникнути. 
Контр-адмірал Гаспаррі вирішив буксирувати пошкоджений крейсер в Палермо. Назустріч вирушили буксири та бойові кораблі для посилення ескорту. О 15:49 з'єднання було атаковане підводним човном «Юнайтед», але на цей раз безрезультатно.
Вранці 9 листопада крейсер був доставлений в Палермо та відправлений на ремонт. Для усунення пошкоджень була використана носова частина крейсера «Кайо Маріо». Після завершення ремонту «Аттіліо Реголо» був перебазований в Геную, де разом з крейсерами «Джузеппе Гарібальді», «Дука дельї Абруцці» та «Емануеле Філіберто» увійшов до складу 8-го дивізіону крейсерів. В цей час крейсер практично не виходив у море.
9 вересня 1943 року Італія капітулювала і адмірал Бергаміні наказав усім кораблям вийти в море та йти на Мальту. Того ж дня о 16:11 німецька авіація потопила лінкор «Рома». «Аттіліо Реголо» разом з есмінцями «Фучільєре», «Карабіньєре», «Мітральєре» та міноносцями «Пегассо», «Орса», «Імпетуозо» був залишений на місці його загибелі для рятувальних робіт. Всього було врятовано 622 чоловіка, з них 26 згодом померли від ран. 
Командування з'єднанням прийняв капітан Джузеппе Маріні, командир «Мітральєре». Він опинився у складній ситуації, оскільки не знав умов капітуляції, тому вирішив інтернуватись. По дорозі з'єднання розділилось. Есмінці повернулись до Італії, 2 з них згодом були затоплені екіпажами. Решта кораблів прибули в порт Маон на Балеарських островах.
Іспанський уряд інтернував кораблі на 18 місяців. Лише у січні 1945 року, коли результат війни не викликав сумнівів, кораблі були звільнені. «Аттіліо Реголо» здійснив перехід в Алжир, далі в Таранто. Корабель був зарахований до складу 7-ї дивізії крейсерів та перебазований в Ла-Спецію.

### Післявоєнна служба
Після війни, за умовами Паризьких мирних договорів 1947 року «Аттіліо Реголо» був переданий Франції. 1 серпня 1948 року в Тулоні на борт корабля піднявся французький екіпаж. Корабель був перейменований у «Шаторено» (фр. Châteaurenault (D 606)) та переведений у клас есмінців. Він декілька разів модернізувався.
1 жовтня 1962 року корабель був переобладнаний на плавучу казарму. 2 червня 1969 року він був виключений зі складу флоту і у 1970 році він був розібраний.